# Pseudotolithus brachygnathus
Espèce
Pseudotolithus brachygnathus est une espèce de poissons de la famille des Sciaenidae. Cette espèce est valide selon ITIS mais synonyme de Pseudotolithus senegallus selon FishBase.

## Description
Nom dans d'autres langues:
- Anglais: Law croaker
- Espagnol: Corvina reina
- Français: Otolithe gabo

Taille max: 230 cm, commune jusqu'à 85 cm.
Elle fréquente les fonds sableux et vaseux côtiers (jusqu'à 75 m environ) et pénètre dans les estuaires. Elle est souvent confondue avec Pseudotolithus senegalensis. Elle est pêchée de la Mauritanie en Angola.

## Référence
- Bleeker, 1863 : Mémoire sur les poissons de la côte de Guinée. Natuurkundige Verhandelingen van de Hollandsche Maatschappij der Wetenschappen te Haarlem (Ser. 2) 18 pp 1-136.